# Pseudoxandra polyphleba
Pseudoxandra polyphleba (Diels) R.E.Fr. – gatunek rośliny z rodziny flaszowcowatych (Annonaceae Juss.). Występuje naturalnie w Peru, Wenezueli, Gujanie oraz Brazylii (w stanach Acre, Amazonas, Pará i Rondônia). 

## Morfologia
PokrójZimozielone drzewo lub krzew dorastające do 20 m wysokości.
LiścieMają kształt od lancetowatego do eliptycznie lancetowatego. Mierzą 10–26 cm długości oraz 2,5–5 cm szerokości.
OwocePojedyncze, o kulistym kształcie. Osiągają 10–20 mm średnicy. Mają zielonożółtawy kolor, później przebarwiając się na purpurowo.

## Biologia i ekologia
Rośnie w podmokłych wiecznie zielonych lasach, na terenach nizinnych.